# (11301) 1992 XM
(11301) 1992 XM es un asteroide perteneciente al cinturón de asteroides, región del sistema solar que se encuentra entre las órbitas de Marte y Júpiter.
Fue descubierto el 14 de diciembre de 1992 por Satoru Otomo desde  Kiyosato.

## Designación y nombre
Designado provisionalmente como 1992 XM.

## Características orbitales
(11301) 1992 XM está situado a una distancia media del Sol de 2,996 ua, pudiendo alejarse hasta 3,349 ua y acercarse hasta 2,643 ua. Su excentricidad es 0,118 y la inclinación orbital 9,009 grados. Emplea 1894,43 días en completar una órbita alrededor del Sol.
Pertenece a la familia de asteroides de (221) Eos.

## Características físicas
La magnitud absoluta de (11301) 1992 XM es 12,68. Tiene 11,782 km de diámetro y su albedo se estima en 0,097.